# 브랜던 크로넌버그
브랜던 크로넌버그(Brandon Cronenberg, 1980년 1월 10일 ~ )는 캐나다의 영화 감독, 영화 각본가이다. 영화 감독 데이비드 크로넌버그의 아들이다.

## 작품 목록
- Broken Tulips (2008, 단편)
- The Camera and Christopher Merk (2010, 단편)
- 항생제 (2012)
- Please Speak Continuously and Describe Your Experiences as They Come to You (2019, 단편)
- 포제서 (2020)
- 인피니티 풀 (2023)